# Plesiopleurodon

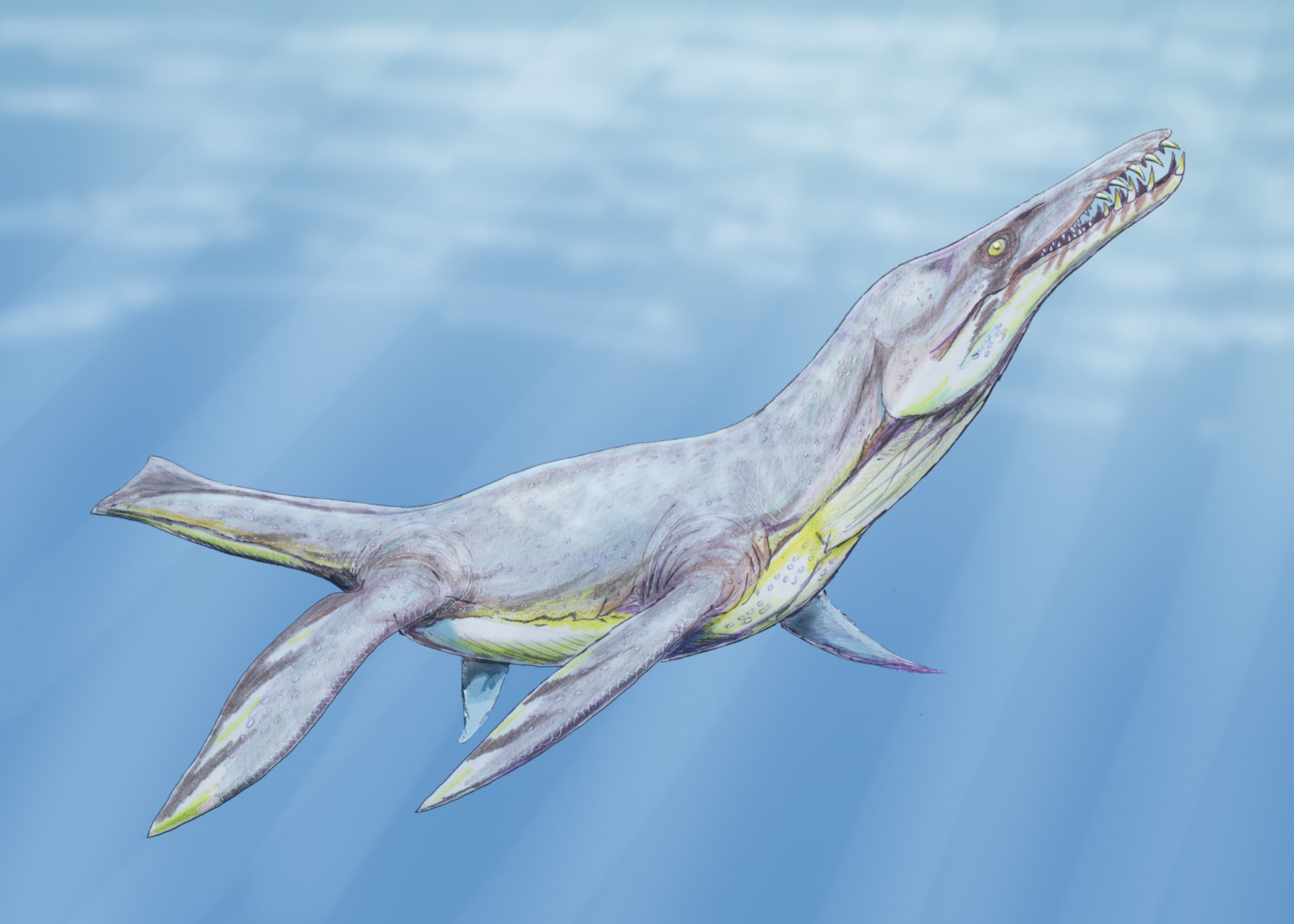
Plesiopleurodon wellesi

Plesiopleurodon wellesi is een lid van de Plesiosauria dat tijdens het late Krijt leefde in het gebied van het huidige Noord-Amerika.

## Vondst en naamgeving
In de collectie van het Carnegie Museum of Natural History bevindt zich een plesiosauriërskelet dat een van de eerste is dat uit het Krijt van het midden van de Verenigde Staten geborgen is. Het was volgens de documentatie ontdekt bij de Connant Creek in de Rattlesnake Hills van Natrona County, Wyoming. Het zou kunnen gaan om een exemplaar dat Samuel Wendell Williston in 1900 opgroef en door hem in 1905 gemeld werd als een Polycotylus sp. Het is maar gedeeltelijk geprepareerd: een keiharde schil van zwart gesteente bedekt nog het verhemelte en het achterhoofd. Daarbij heeft de mechanische preparering van de bovenkant van de kop de beennaden zwaar beschadigd zodat de precieze locatie van de schedelelementen niet meer goed waarneembaar is.
In 1996 publiceerde Kenneth Carpenter een studie naar de Polycotylidae. Daarin besteedde hij ook aandacht aan dit exemplaar omdat dit met een korte nek en lange snuit duidelijke overeenkomsten met die groep leek te vertonen. Hij kwam echter tot de conclusie dat dit een illusie was. Een gelijkenis met de Britse vorm Liopleurodon leek aan te tonen dat het in feite om een lid van de Pliosauridae ging. Daarom benoemde hij het als de soort Plesiopleurodon wellesi. De geslachtsnaam is afgeleid van het Grieks plesios, "dichter bij" en de vorm waar het dier dan dichterbij zou staan, is Liopleurodon. De soortaanduiding eert de indertijd hoogbejaarde Samuel Paul Welles wegens zijn dominante rol in het plesiosauriëronderzoek van de jaren veertig. Carpenter spelde overigens Connant Creek fout als "Connanp Creek" en de locatie wordt in publicaties ook wel gespeld als Conant Creek.

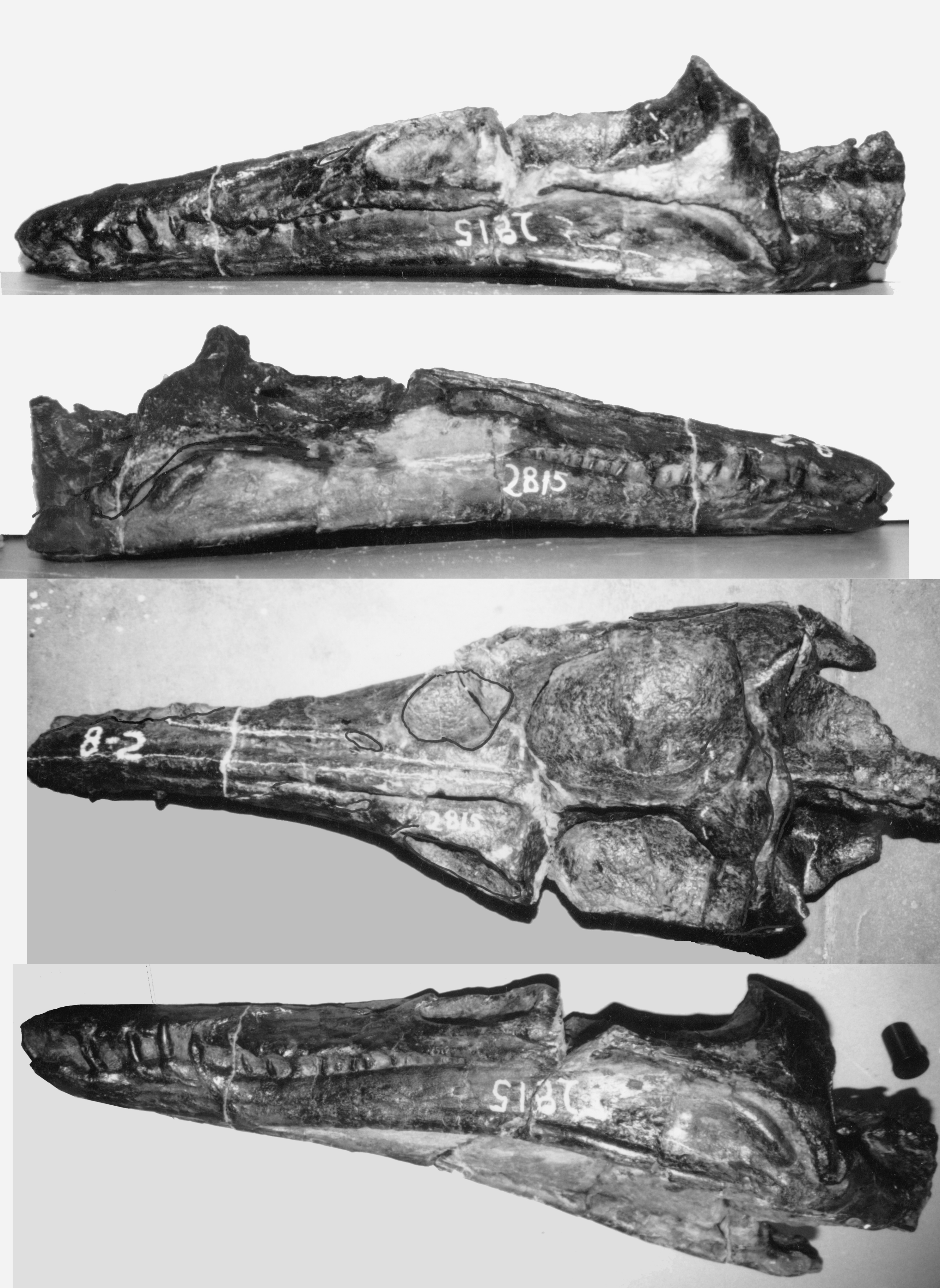
Het holotype in vier aanzichten zoals gefotografeerd door Carpenter

Het holotype,  CM 2815, is gevonden in een laag leisteen van de Belle Fourche Formation die dateert uit het late Cenomanien, ongeveer vierennegentig miljoen jaar oud. Overigens gaven Williston en Roy Lee Moodie die in 1906 in het gebied naar plesiosauriërs zocht, de formatie als de Hailey Shales Formation. Het holotype bestaat uit een skelet met schedel. Behalve de schedel met onderkaken omvat het enkele halswervels en een ravenbeksbeen, wellicht van de rechterzijde. Het betreft vermoedelijk een jongvolwassen dier, in ieder geval geen oud individu.
In 1908 benoemde Williston een onderaan breed linkeropperarmbeen uit de Hailey Shale als Trinacromerum latimanus. Carpenter achtte het mogelijk dat het om dezelfde soort ging maar wees niet toe omdat dit niet bewezen kon worden.
In 2002 bleek dat Edgarosaurus sterk leek op Plesiopleurodon — maar het was wel een polycotylide. Dat suggereerde dat Carpenter zich toch vergist had. Wat verder twijfel opriep was dat hij de vorm van het verhemelte als een van de duidelijkste verschillen tussen Pliosauridae en Polycotylidae aangaf maar dat juist het verhemelte bij Plesiopleurodon niet zichtbaar is. Hij had ook geen exacte kladistische analyse uitgevoerd. Toen die van 2010 af alsnog verschenen, bleek alle twijfel terecht te zijn geweest: Plesiopleurodon is vrijwel zeker een polycotylide. Meer zekerheid kan verkregen worden door het fossiel helemaal te prepareren en een moderne beschrijving te geven die in 2024 nog ontbrak.

## Beschrijving
De lengte van Plesiopleurodon is geschat op 2,9 meter. De schedel is 712 millimeter lang.
De snuit is tamelijk lang en spits. Voor het neusgat ligt een lange groeve in het bovenkaaksbeen. Op de achterste bovenkant van de praemaxilla lgt een nauwe richel. De praemaxilla vormt de bovenrand van het neusgat; volgens Pat Druckenmiller echter is dat niet duidelijk zichtbaar. De praemaxillae bereiken achteraan de wandbeenderen en scheiden de voorhoofdsbeenderen. Druckenmiller kon geen foramen pineale identificeren. De oogkas is niet niervormig maar het bovenkaaksbeen is eronder wel hoog. De beenbalk van het postorbitale vormt een dunne welving. Het slaapvenster is langer dan breed, net als bij de polycotyliden. De pariëtaalkam is laag, niet hoger dan het schedeldak. Het suspensorium loopt op naar voren, net als bij Trinacromerum. Het quadratum is bovenaan hecht verankerd, wat niet typisch is voor polycotyliden.
De tanden zijn robuust. Het aantal tanden in de bovenkaken is onbekend. Het aantal in het dentarium van de onderkaak bedraagt minstens negentien waarvan acht in de symfyse. Het dentarium heeft in de symfyse veel richels en groeven. Dat is vooral zichtbaar bij de acht langere vangtanden. De tanden hellen naar voren. De tanden hebben een glad glazuur behalve aan de basis waar er korte lengtegroeven zijn. Bij onderkaken en bovenkaken is de kaakrand geschulpt.
De nek is kort als bij de pliosauriden. De halswervels zijn iets breder dan lang en ongeveer even hoog als lang. De nekribben zijn enkelkoppig. Het ravenbeksbeen heeft een slanke tak aan de voorste binnenzijde. Dat is een typisch polycotylide kenmerk maar Carpenter dacht een eigenschap ontdekt te hebben die pliosauriden uit het Krijt typeerde.

## Fylogenie
Volgens Carpenter was Plesiopleurodon een lid van de Pliosauridae (het benoemende artikel heeft het over de Brachaucheniidae maar dat was een vergissing). Exacte analyses toonden later aan dat hij tot de Polycotylidae behoort, wellicht als een van de soorten van een klade Occultonectia en het zustertaxon van het nog onbenoemde specimen QM F18041.